# Louis Auguste-Dormeuil
Pour les articles homonymes, voir Dormeuil (homonymie).
Louis Albert Auguste-Dormeuil, né le 25 août 1868 à Croissy-sur-Seine et mort le 8 octobre 1951 à Saint-Germain-en-Laye, est un photographe et marin français, qui a représenté son pays aux Jeux olympiques d'été de 1900 à Meulan, en France.

## Biographie
Louis Auguste-Dormeuil  participe aux deux courses de classe 0,5-1 tonneau de voile aux Jeux olympiques d'été de 1900. Il remporte la médaille d'or de la seconde course et termine septième de la première course.
Il est domicilié 32 rue La Boétie à Paris vers 1910.
Ce négociant en tissus est réformé pour « myopie forte et astigmatisme » après un mois de service militaire ; sa réforme est maintenue lors de la Première Guerre mondiale. 
Ses obsèques sont célébrées dans l'église Saint-Germain de Saint-Germain-en-Laye.
Une partie de ses photographies sont conservées à la Médiathèque du patrimoine et de la photographie.